# عقیم‌سازی جانوران

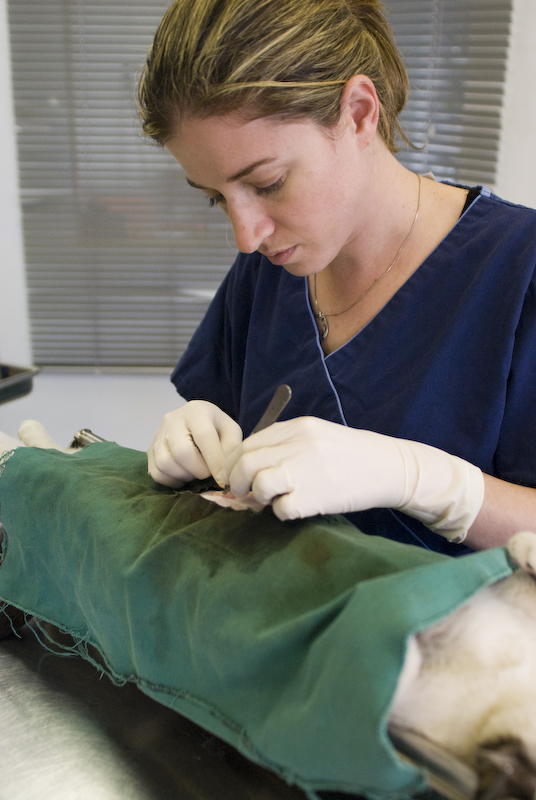
زن دامپزشک در حال عقیم سازی یک حیوان

عقیم‌سازی جانوران (به انگلیسی: Neutering) به روش‌های مختلفی گفته می‌شود که باعث می‌شوند یک جانور به‌طور دائم قدرت تولید مثل خود را از دست بدهد. عقیم‌سازی جانوران از نظر مدافعان حقوق جانوران اخلاقی نیست.